# Sabero
Sabero est une commune d'Espagne dans la province de León, communauté autonome de Castille-et-León. Elle s'étend sur 24,8 km2 et comptait environ 1 246 habitants en 2015.